# ایرانیلدو
ایرانیلدو ارمینیو فریرا (به پرتغالی: Iranildo Hermínio Ferreira) هافبک اهل برزیل است که در شهر Igarassu و در تاریخ ۱۶ اکتبر ۱۹۷۶ به دنیا آمده‌است.
ایرانیلدو هرمینیو فریرا در تیم‌های فوتبال Madureira سابقهٔ حضور دارد.